# Joseph Steenbrink
Joseph Henri Maria Steenbrink, né le 26 février 1947, est un mathématicien néerlandais, spécialisé en géométrie algébrique.

## Biographie
Steenbrink obtient en 1974 son doctorat de l'Université d'Amsterdam sous la direction de Frans Oort avec une thèse intitulée Limits of Hodge Structures and Intermediate Jacobians. Il est maintenant professeur à l'Université Radboud de Nimègue.
Ses recherches portent sur la théorie des singularités (dont les variétés tridimensionnelles de Calabi-Yau), les structures mixtes de Hodge (d'après Pierre Deligne), et la variation des structures de Hodge (d'après Phillip Griffiths).
Steenbrink est conférencier invité au Congrès international des mathématiciens en 1990 à Kyoto.
Il est le directeur de thèse d'Aise Johan de Jong.
En plus de son travail mathématique, Steenbrink est claveciniste, organiste et chanteur de chœur.